# Springfield (Colorado)
Springfield ist die Hauptstadt der US-Verwaltungseinheit Baca County in Colorado. Das U.S. Census Bureau hat bei der Volkszählung 2020 eine Einwohnerzahl von 1.325 ermittelt.

## Lage
Springfield liegt nördlich des Comanche National Grassland an der Kreuzung der Staatsstraßen 385 und 287. Nach Lamar im Norden sind es etwa 75 km. Pueblo liegt 200 km nordwestlich.

## Bildung
Die Stadt verfügt über eine Grundschule, welche von Mike Page geleitet wird und eine High School mit Richard Hargrove als Rektor. Ebenfalls gibt es dort eine Bücherei.

## Wirtschaft
In Springfield gibt es mehrere Restaurants wie zum Beispiel ein Subway. Daneben existiert ein Flughafen, mehrere Banken, Freizeiteinrichtungen wie Schwimmbäder und Supermärkte.